# 荒木純道
荒木 純道（あらき きよみち、1949年 - ）は、日本の工学者。専門は、電子工学・通信工学。東京工業大学大学院理工学研究科教授。

## 来歴
1971年、埼玉大学理工学部電気工学科卒業。1978年、東京工業大学大学院理工学研究科博士後期課程修了。工学博士（東京工業大学）。同年に東京工業大学助手、1985年に埼玉大学助教授を経て、1995年より東京工業大学教授。2008年、電子情報通信学会東京支部長。2012年、電子情報通信学会エレクトロニクスソサイエティ会長。電子情報通信学会フェロー会員、日本電気学会会員、情報処理学会会員、IEEE Life Member。

## 学歴・職歴
- 1971年 埼玉大学 理工学部 電気機工学科卒業
- 1973年 東京工業大学 大学院 理工学研究科 電子物理工学 修士課程修了
- 1973年-1975年 東京工業大学 助手
- 1978年 東京工業大学 大学院 理工学研究科 電子物理工学 博士課程修了
- 1978年 博士（工学）（東京工業大学）
- 1978年-1985年 東京工業大学 助手
- 1985年-1995年 埼玉大学 助教授
- 1979年-1980年 テキサス大学客員研究員
- 1993年-1994年 イリノイ大学客員研究員
- 1995年-2014年 東京工業大学 教授
- 2014年 東京工業大学 名誉教授

## 受賞
- 1979年 電子通信学会学術奨励賞
- 1994年 電気通信普及財団テレコムシステム賞
- 1996年 電気通信普及財団テレコムシステム賞
- 2005年 電子情報通信学会論文賞
- 2006年 電気通信普及財団テレコムシステム技術賞
- 2007年 電子情報通信学会フェロー
- 2017年 電子情報通信学会功績賞

## 著書
- 『回路とシステム論の基礎: 電気回路論と通信理論』、数理工学社、2019年
- 『通信伝送工学』（荒木純道・伊東利哉・共著）、培風館、2010年
- 『ソフトウェア無線の基礎と応用』（荒木純道・鈴木康夫・原田博司・共著）、サイベック社、2002年
- 『電磁気学演習Ⅰ』（内藤喜之・荒木純道・共著）、昭晃堂、1982年

## 翻訳
- 『光・電波伝送入門』（F.R.コナー 【著】、荒木純道 【翻訳】、関口利男・辻井重男 【監訳】）、森北出版、2005年

## 論文
- 「ダイレクトサンプリングミクサの雑音解析」（共著）（『電気学会論文誌C』（電子・情報・システム部門誌） 134(8), 1002-1009, 2014年）
- 「内藤喜之先生をしのんで」（『電子情報通信学会誌』 95(10), 948, 2012年）
- 「ダイレクトサンプリングミクサの低雑音設計に関する検討」（共著）（『電子情報通信学会論文誌』 C, エレクトロニクス J91-C(12), 719-727, 2008年）
- 「ポリフェーズフィルタを用いた高効率マルチチャネルレシーバ」（共著）（『電子情報通信学会論文誌』 B, 通信 J91-B(11), 1393-1400, 2008年）
- 「縦並列構成ダイレクトサンプリングミクサの設計・試作」（共著）（『電子情報通信学会論文誌』 C, エレクトロニクス J90-C(12), 903-912, 2007年）
- 「通信用パワーアンプの広帯域非線形モデリングとその応用」（共著）（『電子情報通信学会論文誌』 C, エレクトロニクス J90-C(12), 882-893, 2007年）
- 「発振回路のNINO/NISOモデル」（共著）（『電子情報通信学会誌』 90(4), 259-262, 2007年）
- 「ブロードバンド無線通信とマイクロ波ミリ波技術」（『電子情報通信学会誌』 90(4), 254-258, 2007年）
- 「発振回路の動作安定判別式」（共著）（『電子情報通信学会誌』 89(10), 918-921, 2006年）
- 「リングフィルタの特性解析と多段接続法の検討」（共著）（『電子情報通信学会論文誌』 C, エレクトロニクス J89-C(6), 394-401, 2006年）
- 「時空符号化協力マルチホップ通信における再送同期制御方式」（共著）（『電子情報通信学会論文誌』 B, 通信 J89-B(6), 920-925, 2006年）
- Design and analysis of VCO with tunable ring resonator(IEEE MTT-S, TA3A/4, 2005)
- 「ベクトル場のスカラ及びベクトルポテンシャルについて」（『電子情報通信学会論文誌』,88/12, 1004-1009, 2005年）
- 「無線通信のパラダイムシフト」（『電子情報通信学会論文誌』 C, エレクトロニクス J88-C(12), 1-2, 2005年）
- 「モンゴメリ乗算法の高速化」（共著）（『情報処理学会論文誌』 プログラミング 46(SIG 11(PRO 26)), 70, 2005年）
- QPSK impulse signal transmission for ultra wide band communication systems in multipath channel environments(IEICE transactions, E88-A/11, 3100-3109, 2005)
- 「リングフィルタによるUWB BPFの設計と解析」（『電子情報通信学会論文誌』,J87-C/12, 1038-1044, 2004年）
- 「RFアナログ可変機能デバイス回路とその応用」（『電子情報通信学会論文誌』,J87-C/1, 3-11, 2004年）
- 「マルチパス環境でのΣΑアンテナによる低高度レーダ目標の高度推定法」（『電子情報通信学会論文誌』,J87-B/3,446-456, 2004年）
- 「複素ガウス過程を考慮したフェージング環境における伝送路推定について」（『電子情報通信学会論文誌』,J87-A/7, 994-1004, 2004年）
- 「MIMO固有モード通信システムの構築と測定実験結果」（『電子情報通信学会論文誌』,J87-B/9, 1454-1466, 2004年）
- 「干渉波環境での車載用レーダ信号処理構成の検討」（『電子情報通信学会論文誌』,J87-B/2, 199-212, 2004年）
- Design and analysis of UWB band pass filter(IEEE Topical Conference on Wireless Communication Technology, 2003)
- A study of nonlinearity calibration for six-port direct conversion receivers(IEEE Topical Conference on Wireless Communication Technology, 2003)
- 「サーキュレータとスイッチを組み合わせた合成開口レーダアンテナ構成法」（共著）（『電子情報通信学会論文誌』 B, 通信 J86-B(11), 2423-2427, 2003年）
- 「車載用レーダのための2段階測角方式」（共著）（『電子情報通信学会論文誌』 B, 通信 J86-B(8), 1652-1658, 2003年）
- 「マルチパス環境での低高度レーダ目標の高度推定法の検討 サブアレー構成による推定法」（共著）（『電子情報通信学会論文誌』 B, 通信 J86-B(8), 1620-1628, 2003年）
- 「マルチパス環境での空間・周波数最大比合成法」（共著）（『電子情報通信学会論文誌』 B, 通信 J85-B(12), 2280-2289, 2002年）
- 「アレーアンテナの初期校正に関する検討」（共著）（『電子情報通信学会論文誌』 B, 通信 J85-B(10), 1757-1769, 2002年）
- 「cosθ振幅応答アンテナを用いた到来方向推定法の検討」（共著）（『電子情報通信学会論文誌』 B, 通信 J84-B(7), 1344-1357, 2001年）
- 「ソフトウェア無線機とその国内における開発の現状」（共著）（『電子情報通信学会論文誌』 B, 通信 J84-B(7), 1120-1131, 2001年）
- 「回路不変量と等価アドミタンス法に基づくマイクロ波回路・デバイスの解析と設計[Ⅲ] -等価アドミタンス法によるマイクロ波回路の設計解析」（『電子情報通信学会誌』 84(6), 399-402, 2001年）
- 「回路不変量と等価アドミタンス法に基づくマイクロ波回路・デバイスの解析と設計[Ⅱ] -様々なマイクロ波回路・デバイスの不変量と性能指数」（『電子情報通信学会誌』 84(4), 250-254, 2001年）
- 「無線によるマルチメディア通信を支える CDMAの基礎とモバイル通信技術」（共著）（『インターフェース』 27(4), 71-82, 2001年）
- 「FIRモデルパラメータ推定法による磁気雑音補償」（共著）（『電子情報通信学会論文誌』 A, 基礎・境界 J84-A(3), 341-350, 2001年）
- 「部分空間法による磁気双極子目標の信号源推定」（共著）（『電子情報通信学会論文誌』 A, 基礎・境界 J84-A(3), 287-297, 2001年）
- 「回路不変量と等価アドミタンス法に基づくマイクロ波回路・デバイスの解析と設計[Ⅰ] マイクロ波回路・デバイス性能指数を求めて」（『電子情報通信学会誌』 84(3), 189-193, 2001年）
- 「ソフトウェア無線」（『電子情報通信学会誌』 83(3), 183-190, 2000年）
- 「マルチバンド,マルチモード,マルチプロトコルの無線機を目指す ソフトウェア無線の概要と要素技術」（『インターフェース』 26(2), 84-93, 2000年）
- 「超分解能アルゴリズムの多重到来波推定への応用」（共著）（『光電技報』 (15), 25-28, 1999年）
- 「4次キュムラントを用いたMMPによる多重遅延波の遅延時間と到来方向の推定法」（共著）（『電子情報通信学会論文誌』 B-II, 通信II-無線通信・無線応用 J81-B-2(4), 289-296, 1998年）
- 「RS符号の(t+1)シンボル誤り訂正について」（共著）（『電子情報通信学会論文誌』 A, 基礎・境界 J80-A(12), 2164-2166, 1997年）
- 「超伝導線路とその応用」（『電子情報通信学会誌』 75(5), 484-487, 1992年）
- 「部分商に基づく再帰的ユークリッドアルゴリズムとそのYule-Walker方程式の高速解法への応用」（共著）（『電子情報通信学会論文誌』 A 基礎・境界 74(7), p1092-1100, 1991年）
- 「非巡回伝達特性を有する分布結合定抵抗回路の一構成法」（共著）（『電子通信学会論文誌』 A 69(12), p1625-1627, 1986年）
- 「最小ノルム原理に基づく有限ハンケル変換の標本化と復元公式」（『電子通信学会論文誌』 A 68(7), p643-649, 1985年）
- 「モードマッチング法によるフェライトイメージ導波路の解析」（共著）（『電子通信学会論文誌』 B 65(10), p1245-1252, 1982年）
- 「変分法による誘電体導波路の解析」（共著）（『電子通信学会論文誌』 B 65(1), p109-115, 1982年）
- 「フェライトストリップの簡易解析法」（共著）（『電子通信学会論文誌』 B 63(3), p211-217, 1980年）
- 「側壁短絡型エッジガイドモードアイソレータの試作とその性能」（共著）（『電波研究所季報』 25(132), p13-21, 1979年）